# Дочо Боджаков
Дочо Николов Боджаков е български кинорежисьор, сценарист и член на Управителния съвет на Българската национална телевизия.

## Биография
Роден е на 19 септември 1956 г. Завършва средно образование в Троян. През 1981 г. завършва специалност кинорежисура във ВИТИЗ „Кръстьо Сарафов“ в класа на режисьора Въло Радев.
От 1981 до 1991 г. Боджаков работи като асистент-режисьор, втори режисьор и режисьор в Студио за игрални филми „Бояна“ (днес „Ню Бояна филм“). Впоследствие става председател на художествено-експертния съвет на БНТ и член на Управителния съвет на телевизията през 1999 г. От 1986 г. членува в Съюза на българските филмови дейци. Голяма част от филмите си създава в тандем с оператора Иван Варимезов.
В момента е преподавател в НАТФИЗ.

## Филмография
Дочо Боджаков се изявява основно като режисьор и сценарист на игрални филми. Негово дело са:
- 1985 – „Памет“ – режисьор
- 1985 – „Мечтание съм аз...“ – режисьор
- 1989 – „Брачни шеги“ – сценарист и режисьор
- 1990 – „Ти, който си на небето“ – режисьор
- 1991 – „Кладенецът“ – сценарист и режисьор
- 1993 – „Кръговрат“ (тв) – сценарист (заедно с Димитър Начев) и режисьор
- 1995 – „Когато гръм удари“ – сценарист и режисьор
- 1998 – „Една песен“ – сценарист
- 1998 – „Духът на баща ми“ – режисьор
- 2001 – „Гена - гласът на арената“ – режисьор
- 2003 – „Следвай ме“ (тв) – сценарист (заедно с Марин Дамянов) и режисьор
- 2005 – „Патриархат“ – режисьор
- 2007 – „Вечните ловни полета“ (документален филм за Емилиян Станев) – режисьор
- 2008 – „Моето мъничко нищо“ – режисьор
- 2011 – „Английският съсед“ – режисьор

## Награди
Боджаков е лауреат на няколко награди:
- 1985 – наградата на Община Хасково за филма „Памет“ на фестивала „Южна пролет“,
- 1990 – наградата на София за най-добър филм за „Ти, който си на небето“
- 1990–1993 – наградата на СБФД за най-добър филм за „Ти, който си на небето“[2]
- 1995 – награда за режисура за „Когато гръм удари“ на ХХ международен фестивал за телевизионни филми „Златната ракла“.
- 2008 – наградата за режисура на Първия фестивал „Филмът и градът“, Нова Загора.[3]